# Mussaenda viridiflora
Mussaenda viridiflora är en måreväxtart som beskrevs av Grecebio Jonathan D. Alejandro. Mussaenda viridiflora ingår i släktet Mussaenda och familjen måreväxter. Inga underarter finns listade i Catalogue of Life.